# Аттингхаузен
Аттингхаузен (нем. Attinghausen) — коммуна в Швейцарии, в кантоне Ури.
Население составляет 1591 человек (на 31 декабря 2008 года). Официальный код  —  1203.

## История

### Аттингхаузен в ЭСБЕ
В конце XIX - начале XX века на страницах Энциклопедического словаря Брокгауза и Ефрона было дано следующее описание этому населённому пункту:
«...село с 492 жит. (1880) католич. исп. в швейцарск. кантоне Ури, лежит на 451 м н. у. моря, в 2,5 км к ЮЮЗ от Альторфа, на левом берегу Рейна, в красивой и плодородной местности. С Альторфом он соединен проезжей дорогой, к которой примыкает горная дорога в Энгельберг через Суренский перевал. А. — резиденция единственного баронского рода лесных кантонов, игравшего в XIII и XIV вв. выдающуюся роль в истории этой страны. В XV в. род этот угас. К этому роду, давшему кантону Ури многих ландамманов (фохтов), принадлежал и Вернер А., известный из "Вильгельма Телля" Шиллера. Он упоминается в грамотах 1291 г. в числе поручителей союза между Цюрихом, Ури и Швицом и с 1294—1321 гг. был фохтом Ури. Развалины баронского бурга высятся на берегу Рейса. Старинный, имеющий вид башни дом между развалинами выдается за жилище Вальтера Фюрста, одного из трех заговорщиков, которые, по преданию, заключили в 1807 г. союз в Рютли.»